# Kartușîne, Antrațît
Kartușîne (în ucraineană Картушине) este un sat în comuna Rebrîkove din raionul Antrațît, regiunea Luhansk, Ucraina.

## Demografie
Componența lingvistică a localității Kartușîne
     Ucraineană (90,85%)
     Rusă (9,15%)
Conform recensământului din 2001, majoritatea populației localității Kartușîne era vorbitoare de ucraineană (90,85%), existând în minoritate și vorbitori de rusă (9,15%).